# Dasymys foxi
Dasymys foxi är en däggdjursart som beskrevs av Thomas 1912. Dasymys foxi ingår i släktet Dasymys och familjen råttdjur. IUCN kategoriserar arten globalt som otillräckligt studerad. Inga underarter finns listade i Catalogue of Life.
Arten blir 13,2 till 17,8 cm lång (huvud och bål), har en 12,1 till 15,5 cm låg svans och väger 73 till 174 g. Bakfötterna har en längd av 27 till 36 mm och öronen är 19 till 23 mm långa. Den ljusbruna pälsen på ovansidan blir fram mot sidorna ännu ljusare eller något gråaktig. Undersidan är täckt av ljus- till mörkgrå päls, ofta med en krämfärgad skugga på grund av vita hårspetsar. De avrundade öronen bär korta bruna hår. På svansen förekommer fjäll samt hår och den har en brun färg. I de övre framtänderna finns inga rännor.
Denna gnagare förekommer i Nigerias centrala högland. Regionen är täckt av fuktiga savanner, gräsmarker eller träskmarker. Arten besöker även odlade områden.
Individerna har bra simförmåga. Annars är inget känt om levnadssättet.